# Herb gminy Ręczno
Herb gminy Ręczno – jeden z symboli gminy Ręczno, ustanowiony 3 lipca 2009.

## Wygląd i symbolika
Herb przedstawia na tarczy w polu błękitnym infułę czerwoną o złotym otoku i słupie o takichże taśmach (vittae) obarczonych krzyżykami i frędzlach (frangia), między czterema głowami orłów białych o złotych dziobach zwróconych do środka tarczy. Herb nawiązuje do patrona lokalnej parafii w Ręcznie Świętego Stanisława. Infuła symbolizuje postać biskupa, zaś głowy orłów przypominają ptaki, które według legendy zleciały się z czterech stron świata aby zaopiekować się rozczłonkowanym ciałem Stanisława.

## Historia
Prace nad herbem rozpoczęły się w 2006 roku. Pierwszą, odrzuconą przez Komisję Heraldyczną wersję opracował Bartosz Szymusik. Kolejny projekt przedstawili w listopadzie 2007 Marek Adamczewski i Andrzej Kupski, którzy po zbadaniu lokalnych stosunków własnościowych, kultów religijnych patronów, genezę nazwy i historii Ręczna, zdecydowali się nawiązać do patrona lokalnej parafii. Ponieważ pełne przedstawienia Św. Stanisława są dość powszechne, heraldycy postanowili wykorzystać legendę o czterech orłach. Herb przyjęto 3 lipca 2009.